# Lista de membros da Royal Society eleitos em 1960
Lista de Membros da Royal Society eleitos em 1960.

## Fellows of the Royal Society (FRS)
1. Alfred Maurice Binnie
2. Robert Hanbury Brown
3. Sir Derman Christopherson
4. Richard Dalitz
5. James Norman Davidson
6. Michael James Stewart Dewar
7. Sir Stewart Duke-Elder
8. Louis Essen
9. Sir David Gwynne Evans
10. Norman Leslie Falcon
11. Peter Alfred Gorer
12. Oscar Victor Sayer Heath
13. Sir Ronald Holroyd
14. Hugh Huxley
15. Sir John Kendrew
16. John Alwyne Kitching
17. David Keith Chalmers Macdonald
18. Sir George White Pickering
19. George Porter
20. Klaus Friedrich Roth
21. Thiruvenkata Rajendra Seshadri
22. James Haward Taylor
23. Albert Alan Townsend
24. Ralph Louis Wain
25. Nevill Willmer

## Foreign Members
- George Beadle
- Ragnar Granit
- George Kistiakowsky
- Lev Landau